# پیوزی
پیوزی (به انگلیسی: Pewsey) یک روستا و محله مدنی در بریتانیا است که در ویلتشر واقع شده‌است. پیوزی ۳٬۶۳۴ نفر جمعیت دارد.